# Filippo Tagliani
Pour les articles homonymes, voir Tagliani.
Filippo Tagliani, né le 14 août 1995 à Gavardo (Lombardie), est un coureur cycliste italien.

## Biographie
Filippo Tagliani commence le cyclisme vers l'âge de sept ans,.
En début d'année 2018, il remporte deux épreuves des Boucles du Haut-Var puis le Grand Prix de Puyloubier, pour sa reprise.
Il passe professionnel en 2021 au sein de l'équipe Androni Giocattoli-Sidermec, qui l'engage pour une durée de deux ans. En mars, il participe à Milan-San Remo, son premier monument, où il est membre de l'échappée du jour. Sixième de Belgrade-Banja Luka en avril, il est ensuite sélectionné par son équipe pour disputer le Tour d'Italie, son premier grand tour. Lors de la première étape, il est membre de l'échappée inaugurale.
En mars 2022, il est de nouveau échappé sur Milan-San Remo.

## Palmarès
- 2015
  - 2e du Trophée Adolfo Leoni
- 2016
  - 2e du Mémorial Filippo Micheli
  - 2e de la Coppa Ciuffenna
  - 3e du Grand Prix cycliste de Gemenc
- 2017
  - Grand Prix cycliste de Gemenc :
    - Classement général
    - Prologue et 1re étape

  - Gran Premio Polverini Arredamenti
  - 2e étape du Tour de Tenerife (contre-la-montre par équipes)
  - 2e de Milan-Tortone
  - 2e du Trofeo San Serafino
  - 3e du Trophée de la ville de Brescia
  - 3e du Mémorial Filippo Micheli
  - 3e du Mémorial Morgan Capretta
  - 3e de la Coppa in Fiera San Salvatore
- 2018
  - 2e et 4e étapes des Boucles du Haut-Var
  - Grand Prix de Puyloubier
  - Coppa San Geo
  - Grand Prix San Giuseppe
  - Trofeo Gruppo Meccaniche Luciani
  - Coppa Ciuffenna
  -  Médaillé d'argent de la course en ligne des Jeux méditerranéens
  - 3e du Mémorial Polese
  - 3e du Circuito Castelnovese
- 2019
  - La Bolghera
  - Trofeo Papà Cervi
  - Coppa Messapica
  - Gran Premio Somma
  - 2e du Tour d'Émilie amateurs
- 2020
  - Coppa Giulio Burci
- 2024
  - 9e étape du Tour du Maroc

## Résultats sur les grands tours

### Tour d'Italie
2 participations
- 2021 : 123e
- 2022 : 143e

## Classements mondiaux
| Année                                 | 2017 | 2018  | 2019  | 2020 | 2021 | 2022  | 2023  | 2024  |
| ------------------------------------- | ---- | ----- | ----- | ---- | ---- | ----- | ----- | ----- |
| Classement mondial                    | 768e | 2256e | 2850e | nc   | 906e | 1936e | 2790e | 2564e |
| UCI Europe Tour                       | 517e | 1500e | 1766e | nc   | 694e | 1245e | nc    | nc    |
| UCI Africa Tour                       | 181e | nc    |       |      |      |       |       |       |
|                                       |      |       |       |      |      |       |       |       |
| Légende : nc = non classéSource : UCI |      |       |       |      |      |       |       |       |